# Ewok

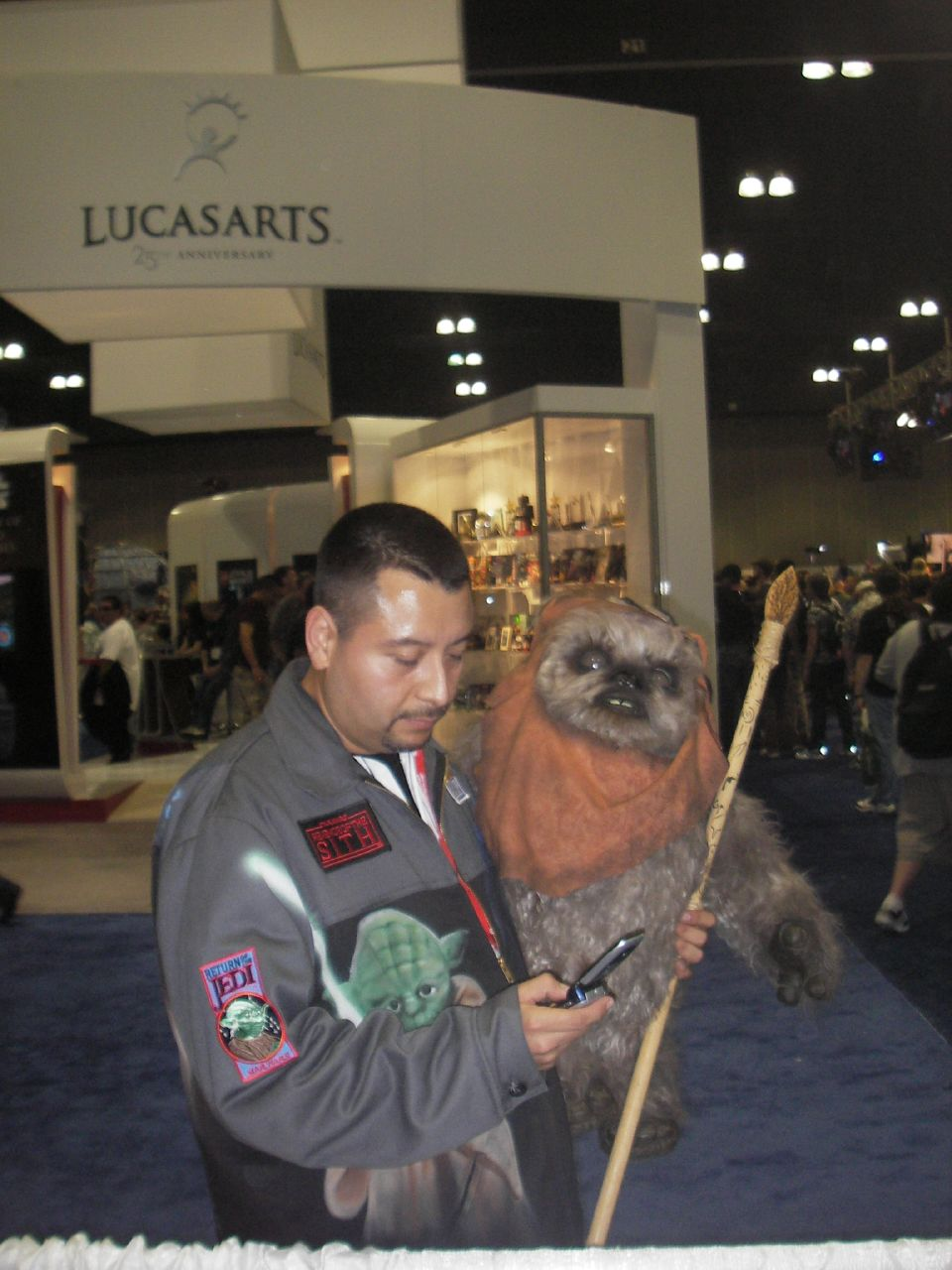
L'ewok Wicket W. Warrick che incontra la Principessa Leila al suo arrivo sulla luna boscosa di Endor

Gli ewok sono personaggi immaginari appartenenti all'universo fantascientifico di Guerre stellari. Sono gli abitanti della luna boscosa di Endor, e compaiono per la prima volta in Guerre stellari nel film Il ritorno dello Jedi.
La Lucasfilm ha prodotto due film per ragazzi in cui i protagonisti sono degli ewok, entrambi per la TV: L'avventura degli Ewoks e Il ritorno degli Ewoks. A seguito dei film è stato prodotto un cartone animato, Ewoks, della durata di due stagioni.

## Creazione
George Lucas ha creato gli ewok partendo dal suo desiderio di volere una tribù di creature primitive ad abbattere il tecnologico Impero Galattico. Inizialmente le scene si sarebbero dovute ambientare sul pianeta natale degli wookiee, ma Lucas progettò una nuova specie e, dato che gli wookiee erano alti, ha reso gli ewok bassi. Gli ewok prendono il nome dai Miwok, una tribù di nativi americani originaria della foresta di Redwood, dove le scene su Endor sono state girate.

## Descrizione
Queste creature alte circa 1 metro ricordano molto dei piccoli orsetti che però camminano sempre su due zampe. Sono interamente coperti da una folta pelliccia, e indossano abiti semplici, che hanno una funzione più ornamentale che altro. Privi di tecnologia, gli ewok sono organizzati in tribù e vivono in villaggi costruiti a decine di metri di altezza sugli enormi alberi che ricoprono tutte le terre emerse della luna boscosa di Endor.
Quando l'Impero scelse la luna degli ewok per la costruzione della Morte Nera II, nessuno ritenne questi piccoli cacciatori una minaccia. Gli strateghi imperiali dovettero ricredersi quando costoro aiutarono il commando ribelle a distruggere il generatore del deflettore, permettendo così la distruzione della temuta stazione da battaglia imperiale.
Tra i guerrieri ewok più valorosi della battaglia di Endor ricordiamo Wicket W. Warrick, un giovane cacciatore che aspirava, però, a diventare stregone. Wicket, che poteva vantare anche un rudimentale uso della Forza, aiutò Leila Organa a scappare dagli scout imperiali costringendola poi a seguirlo nel suo villaggio, il Villaggio dell'Albero Lucente ("Bright Tree Village").

## Lingua
Gli ewok parlano l'ewokese, una lingua creata da Ben Burtt che composta da svariate parole prese da idiomi orientali diversi furono usati apposta per fare in modo che il pubblico non potesse riconoscerli.

## Cultura e critiche
Molti fan della serie Guerre stellari non apprezzano gli ewok, in quanto ritengono che la loro vittoria sull'Impero sia poco credibile, e che il loro aspetto tenero fosse un semplice tentativo di introdurre opportunità di mercato, rispetto a una seria e ponderata aggiunta alla trama; queste critiche si sono poi ripetute più di venti anni dopo su Jar Jar Binks.
A causa del fatto che la parola "ewok" non viene mai pronunciata o sentita nei film, la maggior parte delle persone non conosce il nome delle piccole creature pelose, cosa che dà più sostegno a coloro che credono questi personaggi un prodotto del mercato industriale di Lucasfilm.
Dai documentari forniti da Lucasfilm, le origini degli ewok sembrano essere più accidentali. Il ruolo drammatico che alcuni di loro giocano ne Il ritorno dello Jedi serve a dimostrare che popolazioni primitive possono in certi casi prevalere sulla tecnologia avanzata di altri popoli. Il ruolo che gli ewok coprono nel film era inizialmente stato progettato per gli wookiee, ma prima della produzione del film nel 1983 George Lucas decise che gli wookiee erano ormai troppo sofisticati per coprire bene il ruolo e preferì riservarlo a nuove creature più piccole ma ugualmente pelose.